# Microbuthus saharicus
Espèce
Microbuthus saharicus est une espèce de scorpions de la famille des Buthidae.

## Distribution
Cette espèce est endémique de la région d'Adrar en Mauritanie. Elle se rencontre vers Ouadane.

## Description
Le mâle holotype mesure 17,80 mm.

## Systématique et taxinomie
Cette espèce a été décrite par Lourenço en 2023.

## Étymologie
Son nom d'espèce lui a été donné en référence au lieu de sa découverte, le Sahara.

## Publication originale
- Lourenço, 2023 : « The remarkable micro-scorpion genus Microbuthus Kraepelin, 1898 in North Africa; description of a new species with comments on its biogeography and ecology (Scorpiones: Buthidae). » Serket, vol. 20, no 1, p. 1-10.